# Charles Coleman (Offizier)
Sir Cyril Frederick Charles Coleman KCB CMG DSO OBE (* 16. April 1903 in Plymouth, England; † 17. Juni 1974 in Aldershot, England) war ein britischer Offizier und Generalleutnant des Heeres.
Er war von 1951 bis 1954 der fünfte Kommandant des Britischen Sektors von Berlin und somit einer der alliierten Stadtkommandanten und von 1964 bis 1969 Militärgouverneur von Guernsey.

## Beginn der Militärkarriere
Charles Coleman besuchte zunächst das College in Plymouth und absolvierte im Anschluss das Royal Military College Sandhurst. 1923 trat er als Second Lieutenant des Welch Regiment in die British Army ein. Seine ersten Einsätze führten ihn als Adjutanten des 2. Bataillons bis 1935 nach China, Malaysia und Indien.
Während des Zweiten Weltkriegs befahl Coleman von 1941 bis 1944 das 4. Bataillon des Welch Regiments. Als Vertreter für Brigadier Lashmer Whistler übernahm er ab 1943 zusätzlich das Kommando über die 160th (Welsh) Infantry Brigade.
Gemeinsam mit Whistler führte Coleman im Juni 1944 die Einheiten während des Feldzuges von der Normandie bis fast an die Grenze Dänemarks.
Für seine Leistungen wurde Coleman 1945 als Companion des Distinguished Service Order und 1947 als Ritter des niederländischen Militär-Wilhelms-Orden ausgezeichnet.
1945 wurde Coleman kommissarisch als Kommandierender General der 53. Division eingesetzt. Ein Jahr später absolvierte er das Staff College Camberley, bevor er von 1947 bis 1948 die 160. Brigade übernahm.
Von 1949 bis 1951 war er als Major-General Kommandierender General im South-Western District und der 43rd (Wessex) Infantry Division. Während dieser Zeit, 1950, wurde Coleman als Companion in den Order of the Bath aufgenommen.

## Stadtkommandant in Berlin
Als Nachfolger von Geoffrey Bourne wurde Coleman am 24. Oktober 1951 neuer Kommandant des Britischen Sektors von Berlin und somit einer der alliierten Stadtkommandanten. Er bildete mit den US-Amerikanern Lemuel Mathewson und Thomas Timberman (ab Januar 1953) sowie dem Franzosen Pierre Carolet und Pierre Mançeaux-Demiau (ab Januar 1953) die höchste Instanz der West-Alliierten Berlins. Er gehörte somit der Alliierten Kommandantur an, die dem Alliierten Kontrollrat unterstellt war.
Als Stadtkommandant übernahm er einen der wichtigsten und herausragendsten Posten, den das britische Militär außerhalb Großbritanniens zu vergeben hatte. Als solcher war er zum einen militärischer, aber vor allem „politischer Führer“ seines Landes und übte eine Art Vertretereigenschaft für den, bzw. die Monarchin aus, da Berlin formal nicht zum Geltungsbereich der Bundesrepublik Deutschland gehörte und Großbritanniens in Bonn residierender Botschafter unzuständig war.
Wie seine Vorgänger auch, konzentrierte sich Coleman als Stadtkommandant überwiegend auf die politische und diplomatische Vertretung seines Landes und seine Aufgaben als Mitglied der Alliierten Kommandantur, während der jeweilige Brigadekommandeur die rein militärische Führung der Britischen Streitkräfte in der Vier-Sektoren-Stadt übernahm.
Mit dem Wechsel nach Berlin bezog Coleman mit seiner Familie die im Berliner Ortsteil Gatow befindliche Villa Lemm. Auf dem Anwesen residierten auch die Mitglieder des britischen Königshauses während ihrer Berlin-Aufenthalte. Der Funktion des Gastgebers gegenüber der Königsfamilie kam ein britischer Stadtkommandant mindestens einmal pro Jahr nach, wenn die Abnahme der Königlichen Geburtstagsparade („Queens Birthday Parade“) auf dem Berliner Maifeld am Olympiastadion anstand.
In seine Amtszeit fielen 1952, nach dem Tod von König George VI., der Thronwechsel auf Elisabeth II. sowie der Volksaufstand in der DDR am 17. Juni 1953.
Einen Tag später nahm Coleman als Stadtkommandant eine führende Rolle der West-Alliierten ein, als in Ost-Berlin der West-Berliner Willi Göttling bei Unruhen durch die DDR-Volkspolizei festgenommen und wegen Spionageverdachts auf Anordnung der sowjetischen Militärbehörden standrechtlich erschossen wurde.
Coleman reichte mit seinen US-amerikanischen und französischen Kollegen daraufhin eine Protestnote (Scharfe Note des Kommandanten im Namen der Hohen Kommission) beim sowjetischen Stadtkommandanten Pjotr Dibrowa ein, der die Tötung Göttlings befürwortete.
Im September 1953 erlitt der frühere Reichsaußenminister Konstantin von Neurath, der sich seit dem 18. Juni 1947 nach seiner Verurteilung während des Nürnberger Prozesses gegen die Hauptkriegsverbrecher als Häftling im Kriegsverbrechergefängnis Spandau befand, einen schweren Herzanfall. Charles Coleman setzte daraufhin bessere Haftbedingungen und eine angebrachte medizinische Betreuung während jener Monate durch, in denen Großbritannien, die USA oder Frankreich die Verantwortung für den Gefängnisbetrieb innehatten. Während der „sowjetischen Monate“ März, Juli und November, wurden diese versagt.
Letztlich wurde von Neurath am 6. November 1954 aus gesundheitlichen Gründen aus der Haft vorzeitig entlassen.
Am 13. März 1954 wurde Coleman wieder abberufen und durch William Oliver als britischer Stadtkommandant abgelöst.

## Weitere Kommandos
Im selben Jahr wurde Coleman als Companion in den Order of St Michael and St George aufgenommen.
Von 1954 bis 1956 übernahm er das Amt des Stabschefs der Heeresgruppe Nord der Rheinarmee und wurde ein Jahr später durch Königin Elisabeth II. als Knight Commander des Order of the Bath geadelt.
Sein letztes Kommando übernahm er 1956 mit dem Posten des Kommandierenden Generals der Heeresgruppe Ost. Noch unmittelbar vor seiner Pensionierung, 1959, wurde Coleman zum Lieutenant-General befördert.
Im selben Jahr trat Charles Coleman schließlich in den Ruhestand. Dennoch übernahm er von 1964 bis 1969 das Amt des Militärgouverneurs von Guernsey, ehe er sich endgültig aus dem öffentlichen Leben zurückzog.

## Privates
Charles Coleman wuchs in seinem Geburtsort Plymouth auf und war ein begeisterter Hockeyspieler. Seit 1935 war er mit seiner Frau Margaret verheiratet. Aus der Ehe gingen drei Töchter hervor.
Noch immer dem Militär verbunden, übernahm er von 1958 bis 1965 den Posten des Colonel des Welch Regiment. Für ein Werk über die Geschichte der 53. Infanteriedivision, verfasste Coleman 1955 ein Vorwort.
Coleman verwendete überwiegend seinen dritten Vornamen Charles, auch wenn sein eigentlicher Vorname Cyril oftmals in Dokumenten und in der Literatur genutzt wurde.
Charles Coleman starb am 17. Juni 1974 im Cambridge Military Hospital in Aldershot im Alter von 71 Jahren.
Er ruht auf dem Friedhof der englischen Gemeinde Bentworth in Hampshire.